# دیو دیویس
دیو دیویس (انگلیسی: Dave Davies؛ زادهٔ ۳ فوریهٔ ۱۹۴۷) موسیقی‌دان اهل بریتانیا است. وی از سال ۱۹۶۳ میلادی تاکنون مشغول فعالیت بوده‌است.